# Stribach
Stribach ist eine Ortschaft und Katastralgemeinde der Gemeinde Dölsach im Bezirk Lienz in Tirol. Die Siedlung befindet sich rund vier Kilometer östlich von Lienz, zwischen den Siedlungen Debant und Dölsach am linken Debantbachufer und am Fuße des Iselsberg. Das Dorf liegt auf einer Höhe von 700 m ü. A. und hat 418 Einwohner (Stand 1. Jänner 2024).

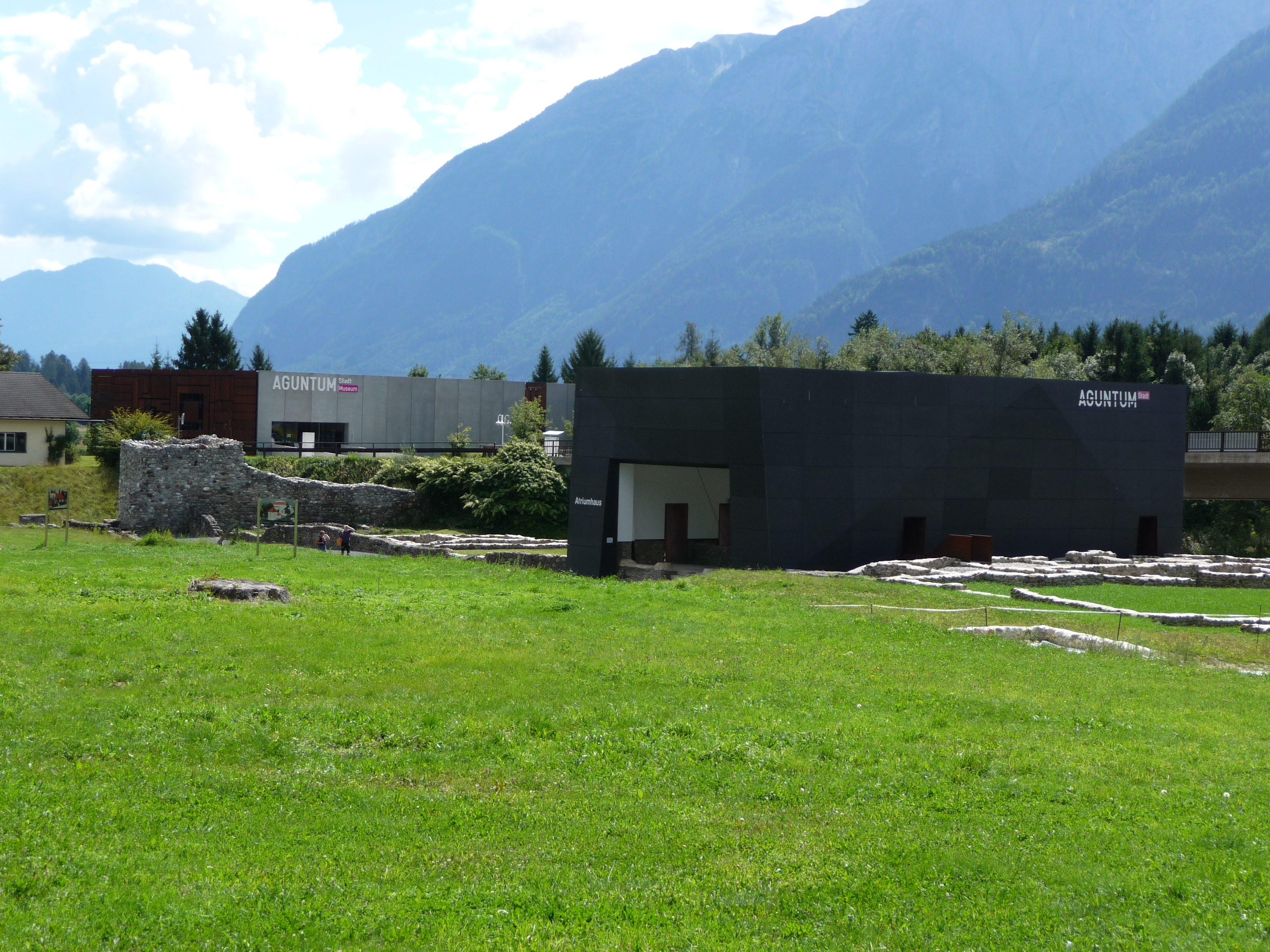
Museum Aguntum (links) und Schutzbau (im Vordergrund). Im Hintergrund die Brücke der Bundesstraße, die das Ausgrabungsgelände überspannt

Stribach wurde in einer Schenkungsurkunde 1060 erstmals erwähnt und war bis 1852 eine selbständige Verwaltungseinheit, anschließend wurde sie mit Göriach zusammengelegt und 1938 nach Dölsach eingegliedert. Unmittelbar südwestlich von Stribach befindet sich das Ausgrabungsgelände von Aguntum, der einzigen Römerstadt auf dem Gebiet des heutigen Tirols.
Johann Jacob Staffler beschreibt den Ort 1844 wie folgt:

„Gemeinde Stribach […] östlich von Lienz ruht das Dörfchen Stribach mit seinen 14 wohlgebauten Häusern und 132 Einwohnern […] Nördlich und in geringer Entfernung von Stribach, stand ehemals der Edelsitz Gendorf, der in ein angenehmes Landhaus umgebaut worden. Das adeliche Geschlecht, welches einst hier saß, ist längst schon verblichen.“